# 法円寺 (つくばみらい市)
法円寺（ほうえんじ）は、茨城県つくばみらい市にある浄土宗の寺院。

## 概要
院号は功徳院。山号は医王山。

## 歴史
慶長5年（1600年）に深蓮社信譽存廊が開山した。1949年（昭和24年）に火災で本堂・庫裏・鐘楼を焼失。1984年（昭和59年）に本堂が完成し、1986年（昭和61年）に山門と鐘楼、そして1990年（平成2年）には鎌倉時代の様式を模した多宝塔が完成。

## 本尊
- 阿弥陀如来

## 所在地
- 茨城県つくばみらい市長渡呂新田43番地

## 交通アクセス

### 鉄道
- 守谷駅（関東鉄道・首都圏新都市鉄道つくばエクスプレス）下車、車で約5分。